# پیتر کاستل
پیتر کاستل (انگلیسی: Peter Castle؛ زادهٔ ۱۲ مارس ۱۹۸۷) بازیکن فوتبال اهل بریتانیا است.
از باشگاه‌هایی که در آن بازی کرده‌است می‌توان به باشگاه فوتبال گوسپورت بورو، باشگاه فوتبال همبل، باشگاه فوتبال شولینگ، باشگاه فوتبال ایستلی، باشگاه فوتبال وینچستر سیتی، باشگاه فوتبال توتون، باشگاه فوتبال لیمنگتون، باشگاه فوتبال ردینگ، باشگاه فوتبال ای‌اف‌سی بورنموث، باشگاه فوتبال سنت آلبنز سیتی، باشگاه فوتبال باشلی، و باشگاه فوتبال استاینز تاون اشاره کرد.
وی همچنین در تیم ملی فوتبال England U16 بازی کرده‌است.